# Alec Pridgeon
Alec M. Pridgeon (1950) is een Britse botanicus die is gespecialiseerd in orchideeën.
In 1972 behaalde hij zijn B.A. in de Biologie aan de University of Michigan. In 1977 behaalde hij zijn M.Sc.  in de biologie aan de Louisiana State University. In 1981 behaalde hij een Ph.D. aan de Florida State University met het proefschrift Contributions toward the systematics of the Pleurothallidinae (Orchidaceae): anatomical evidence and numerical analyses.
Sinds 1995 is Pridgeon actief aan de Royal Botanic Gardens, Kew. Hij verricht er onderzoek op het herbarium. Daarnaast is hij conservator bij het Florida Museum of Natural History dat onderdeel uitmaakt van de University of Florida. Hij is voorzitter van het Taxonomy and Nomenclature Committee van de International Orchid Commission. Ook geeft hij advies inzake de registratie van cultivars van orchideeën voor de Royal Horticultural Society. Hij is lid van de Linnean Society of London en de Botanical Society of America.
Pridgeon houdt zich bezig met onderzoek van de systematiek en evolutiebiologie van orchideeën. Hij richt zich op fylogenetisch onderzoek waarbij hij gebruikmaakt van DNA-sequencing. Hij doet dit bij diverse taxa binnen de orchideeënfamilie, waaronder Cypripedioideae, Orchidoideae en Epidendroideae (subtribi Pleurothallidinae en Eulophiinae). Hij draagt bij aan de boekenserie Genera Orchidacearum, een beschrijving van alle geslachten binnen de orchideeënfamilie. Hij levert bijdragen op het gebied van anatomie, pollenanalyse, cytogenetica, bestuiving, toepassingen, cultivatie en fylogenie.
Tussen 1986 en 1991 en tussen 1996 en 2001 was Pridgeon redacteur van Lindleyana, het wetenschappelijke tijdschrift van de American Orchid Society dat bestond tussen 1986 en 2002. Naast zijn bijdragen aan dit tijdschrift, is hij (mede)verantwoordelijk voor bijdragen aan tijdschriften als American Journal of Botany en Botanical Journal of the Linnean Society. Hij heeft meer dan zeshonderd botanische namen van orchideeën gepubliceerd.